# Tratatul de la București (1913)

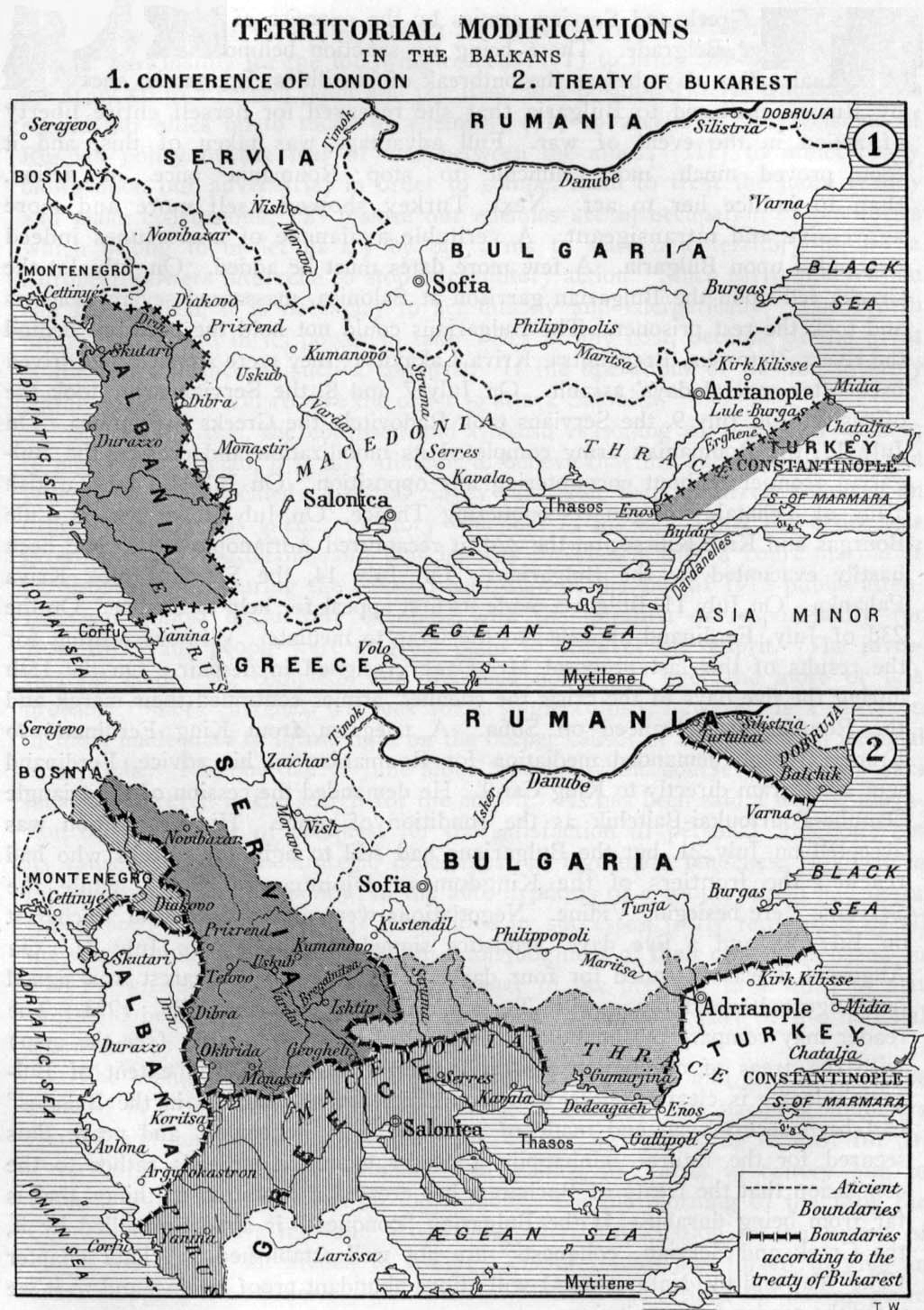
Modificări teritoriale - 1 Conferința de la Londra; 2 Tratatul de la București (1913)

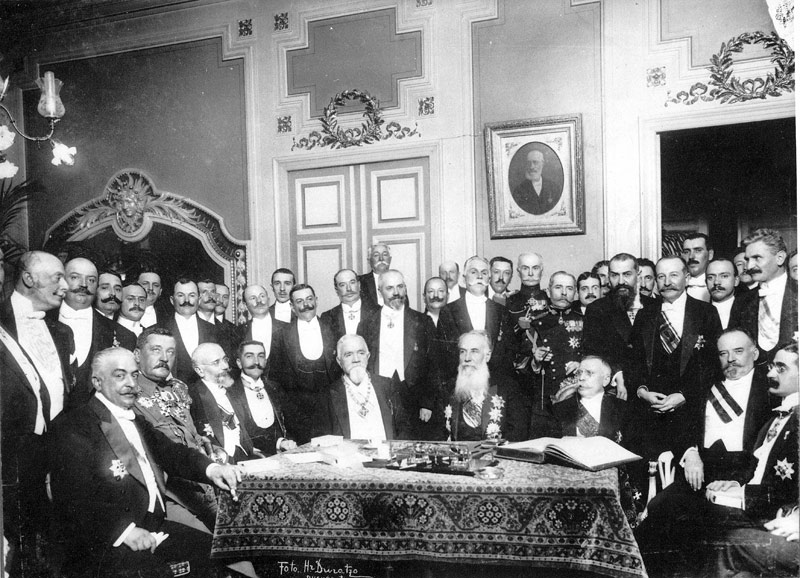
Președintele de Consiliu Titu Maiorescu în mijlocul participanților la negocieri.

Dobrogea de Sud (Cadrilaterul) revine României

Tratatul de la București semnat pe 10 august 1913 a fost un tratat de pace semnat între Bulgaria pe de o parte și România, Serbia, Muntenegru și Grecia, pe de alta. Fiind primul tratat din Istoria Moderna unde Marile Puteri nu au avut nici un cuvânt, iar înscrisurile păcii au devenit realitate. 

## Context istoric
În anii 1912-1913 au avut loc două războaie balcanice, care au modificat frontierele statelor balcanice în dauna Imperiului Otoman. În primul război balcanic alianța creștină formată din Bulgaria, Serbia, Grecia și Muntenegru au învins armatele otomane și a cucerit majoritatea teritoriilor Imperiului Otoman din Balcani. Trupele bulgare au ajuns aproape de capitala imperiului, Istanbul. Conferința de pace s-a desfășurat la Londra, unde delegații Marilor Puteri au urmărit satisfacerea propriilor interese politice și economice în Balcani. 
Nemulțumită de împărțirea teritoriilor cucerite de la turci, Bulgaria și-a atacat foștii aliați, ceea ce a declanșat al doilea război balcanic. Bulgaria a fost învinsă și a acceptat organizarea unei conferințe de pace la București. Marile Puteri amenințau cu intervenția armată în cazul în care nu se ajungea repede la o înțelegere. România, care a păstrat neutralitatea militară în primul conflict, a intrat în război ca factor de stabilitate în regiune, împotriva Bulgariei. Primul ministru al României, Titu Maiorescu, a prezidat această conferință de pace, prin care oficial s-a încheiat al doilea război balcanic.
Dat fiind faptul că Bulgaria fusese complet izolată în al doilea război balcanic, fiind amenințată la frontierele nordice de Regatul României, la cele vestice de armatele aliate greco-sârbe iar la cele sudice de armata otomană, ea a fost obligată să accepte termenii tratatului de pace impus de statele învingătoare. Toate înțelegerile importante privitoare la rectificarea liniilor controversate de frontieră au fost perfectate în întâlnirile comitetelor de specialitate, fiind încorporate în protocoale separate, ratificate oficial de adunarea finală a delegaților la tratative.

## Prevederile tratatului

### România

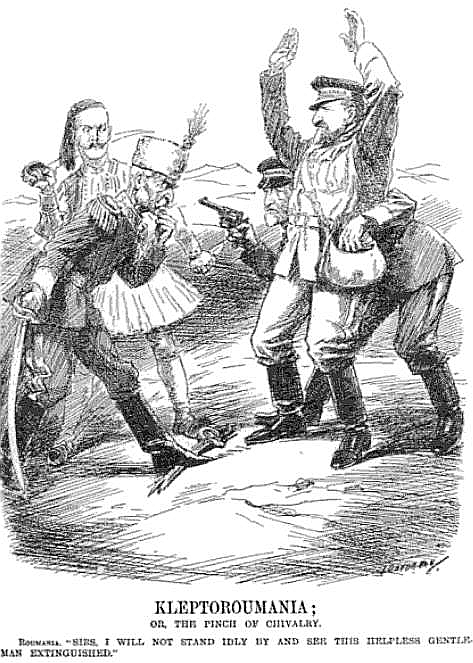
Caricatură a timpului: Regele Carol I arată cu pistolul la regii Petru I al Serbiei și Constantin I al Greciei în timp ce "fură" Dobrogea de Sud de la dezarmatul Țar al Bulgariei

În conformitate cu prevederile tratatului de pace, Bulgaria ceda României porțiunea cunoscută ca Dobrogea de Sud (Cadrilaterul), de la vest de Tutrakan (Turtucaia) până la malul vestic al Mării Negre, la sud de Kranevo (Ecrene). Cadrilaterul avea o suprafață de aproximativ 6.960 km², o populație de circa 286.000 de locuitori și includea fortăreața Silistra și orașele Turtucaia (port la Dunăre) și Balcic (port la Marea Neagră). 
În plus, Bulgaria se obliga să distrugă toate fortărețele existente și să nu construiască altele la Ruse ori la Șumen, sau în orice alt loc dintre aceste două puncte, sau pe o rază de 20 km în jurul Balcicului.

### Serbia
Frontiera estică a Serbiei avea să fie trasată de la piscul Patarika, de pe vechea frontieră, de-a lungul cursului râurilor Vardar și Struma, până la frontiera bulgaro-elenă, cu excepția cursului superior al râului Strumica, care rămânea în partea bulgărească a frontierei. Teritoriul pe care îl câștiga Serbia cuprindea Macedonia centrală, inclusiv Ohrid, Bitola, Kosovo, Štip și Kočani și partea răsăriteană a sangiacului Novi Pazar. Prin acest aranjament, Serbia a câștigat aproximativ 39.470 km²
Și în jur de 1.500.000 de locuitori.

### Grecia
Frontiera dintre Grecia și Bulgaria a fost trasată de la vârful Belasița spre vărsarea râului Mesta (Nestos) în Marea Egee. Această concesiune teritorială, la care Bulgaria s-a opus cu fermitate, aflată însă în conformitate cu directivele din notele prezentate la negocieri de Imperiul Rus și Austro-Ungaria, îi asigura Greciei o mărire a teritoriului cu 4.395.000 m². Acest teritoriu câștigat de Grecia cuprindea Epirul, Macedonia sudică, Salonicul, Kavala și litoralul Mării Egee până la vărsarea râului Mesta (Nestos), lăsându-i Bulgariei o ieșire al Marea Egee de numai 113 km, de la vărsarea râului Nestos până la gura râului Marița și accesul la portul de importanță secundară Alexandroupolis (Dedeagaci). Grecia și-a extins și frontiera nordică incluzând fortăreața Ianina. (În plus, Creta a fost atribuită în mod definitiv Greciei și a fost luată în stăpânire pe 14 decembrie același an).

### Bulgaria
Bulgaria a căpătat în urma tratatului de pace o parte a Macedoniei, inclusiv orașul Strumica, Tracia de Vest și 70 de mile (113 km) de litoral la Marea Egee, în total 25.027 km² și o populație de 129.490 de locuitori.

## Aprecierea tratatului
Termenii de pace duri impuși Bulgariei au contrastat cu ambițiile de supremație ale guvernului de la Sofia din momentul declanșării războiului: nu s-a reușit cucerirea Macedoniei, care fusese principalul obiectiv al războiului, în special orașele [Ohrid]] și Bitolia, pierzând teritorii. Rămânând doar cu o ieșire neînsemnată la Marea Egee și cu doar un port de mică importanță (Dedeagaci), țara a fost obligată să abandoneze proiectele pentru instaurarea hegemoniei bulgare în Balcani. 
În ciuda faptului că s-a aflat în tabăra învingătorilor, cucerind importantul oraș Salonic, Grecia a fost puternic nemulțumită. Grecia primise și portul Kavala și teritoriul de la est de acesta în urma insistențelor regelui Constantin I și a șefilor armatei grecești, în ciuda sfaturilor date de primul ministru Eleftherios Venizelos. Grecia a trebuit să facă față opoziției Italiei atunci când a ridicat pretenții asupra sudului Albaniei și asupra Insulelor Egeene (Vedeți și: Insulele Dodecaneze). La sfârșitul războiului, Grecia mai avea pretenții asupra unor teritorii locuite în acel moment de aproximativ 3.000.000 de greci.